# Twierdza Peitz

Mapa twierdzy Peitz (około 1690 r.)

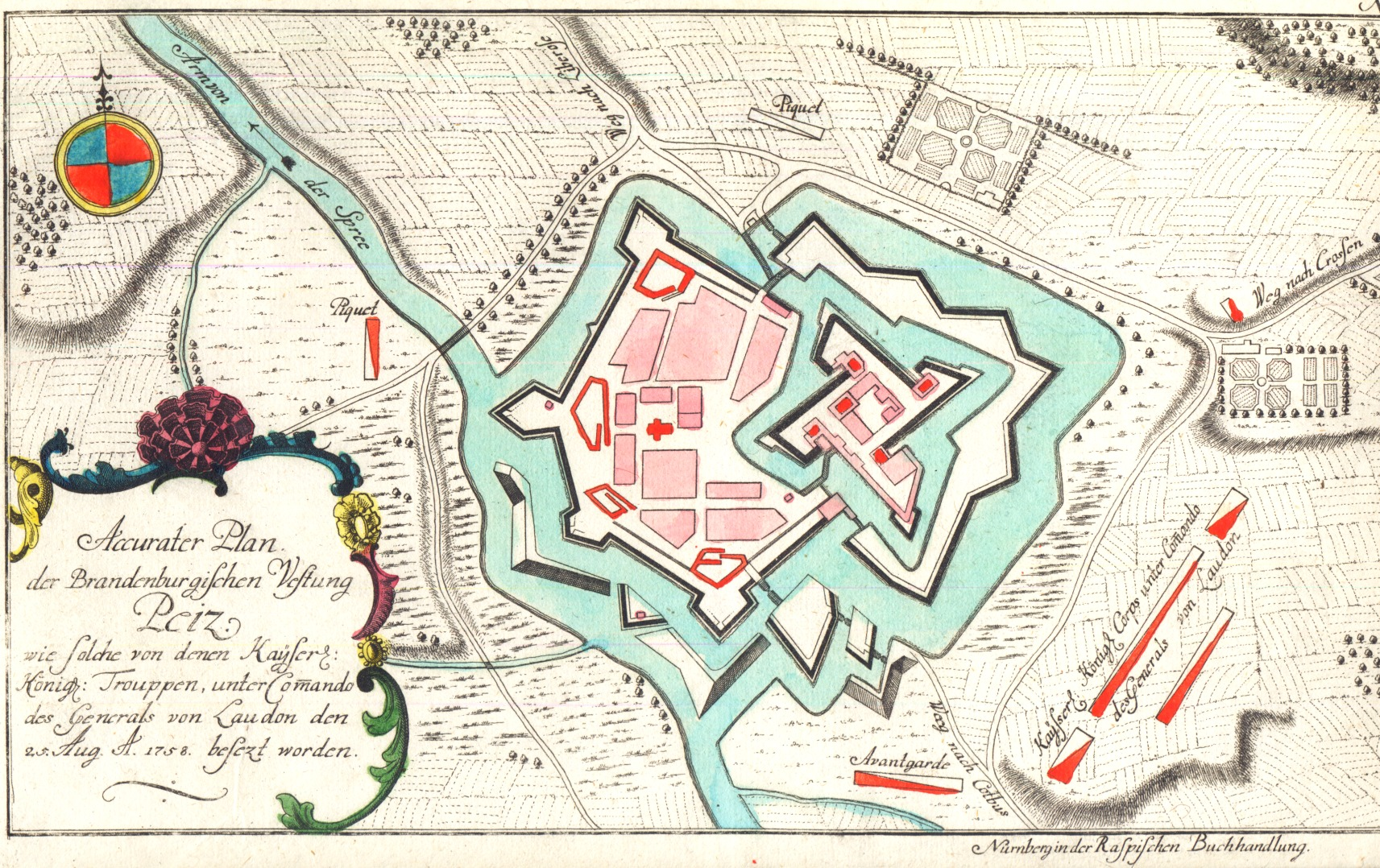
Plan z 1758

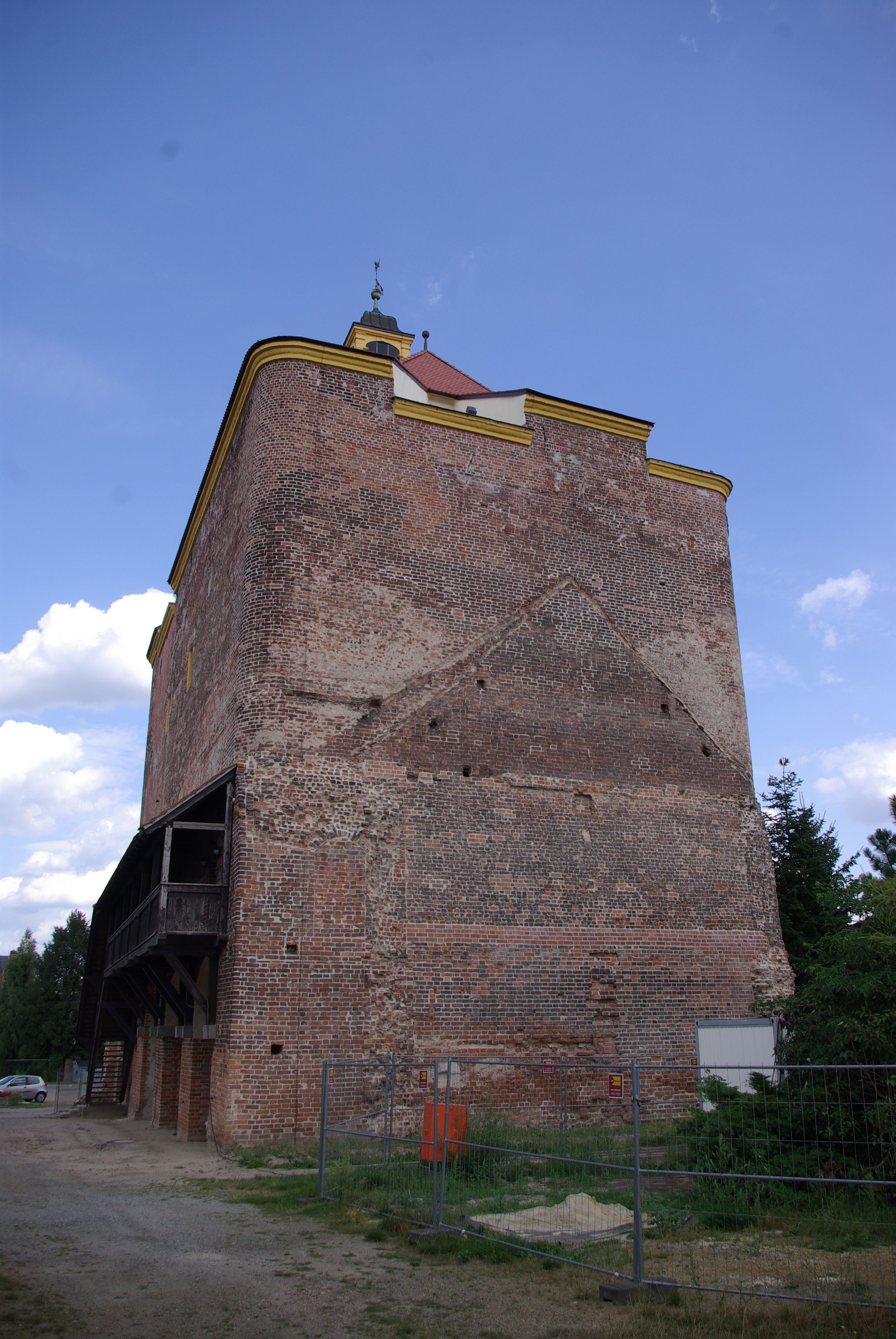
Wieża w Peitz

Twierdza Peitz (niem. Festung Peitz) - dawna twierdza pruska i niemiecka położona w Peitz, powiat Spree-Neiße, land Brandenburgia.

## Dowódcy
- 1584–1596 Rochus zu Lynar (1525–1596)
- 1596–1600 Hans von Buch der Ältere (1503–1600)
- 1620–1622 Wigand von Hacke
- 1638–1638 Hans Caspar von Klitzing (1594–1644)
- 1640–1666 Georg Friedrich von Trott (1600–1666)
- 1674–1677 Bostrub Jacobsen von Schört (1622–1703)
- 1678–1678 Hans Heinrich von Schlabrendorff (1646–1692)
- 1678–1685 Hans Albrecht von Barfus (1635–1704)
- 1685–1693 Ernst Bernhard von Weyler (1620–1693)
- 1693–1701 Joachim Christoph von Goetzen (1637–1703)
- 1701–1703 Otto Freiherr von Schlabrendorff (1650–1721)
- 1703–1715 Anton von Pannwitz (1659–1731)
- 1715–1717 Jacques l` Aumonier Marquis de Varenne (1642–1717)
- 1718–1726 Andreas Reveillas de Veyne (1653–1726)
- 1726–1731 Gottfried Albrecht von Bredow (1650–1731)
- 1731–1741 Kurt Christoph von Schwerin (1684–1757)
- 1741–1752 Joachim Christoph von Jeetze (1673–1752)
- 1752–1755 Ferdinand von Braunschweig (1721–1792)
- 1755–1758 Karl Christoph Reichsgraf von Schmettau (1696–1774)